# 21 août dans les chemins de fer
21 juillet 21 septembre
Chronologies thématiques
- Croisades
- Sports
- Disney

Cette page concerne les événements qui se sont déroulés un 21 août dans les chemins de fer.

## Événements

### XXIesiècle
- 2006. Égypte : une collision entre deux trains de voyageurs à Kalyoub dans la région du delta du Nil fait 27 morts et 128 blessés. L'un des trains a percuté à environ 80 km/h un train arrêté, quatre voitures ont déraillé.
- 2006. France : à la suite de l'incendie d'un camion frigorifique transporté par une navette poids-lourds circulant dans le tunnel sous la Manche dans le sens Angleterre-France (tunnel nord), le trafic ferroviaire est totalement interrompu vers 13 h 30. Aucune victime n'est à déplorer. Le trafic reprend sur une voie vers 18 h, puis totalement le lendemain à 16 h.

## Anniversaires

### Naissances
- 1882, Allemagne : Franz Kruckenberg, ingénieur ferroviaire, pionnier de la grande vitesse sur rail (†  19 juin 1965).

### Décès
- 1951. France : Raoul Dautry, dernier directeur général de la Compagnie des chemins de fer de l'État et membre du conseil d'administration de la SNCF.